# Uilke Vuurman
Uilke Vuurman (ur. 2 października 1872 w Rotterdamie, zm. 14 lipca 1955 w Velp) – holenderski strzelec, olimpijczyk i medalista mistrzostw świata. Ojciec Tielemana, również strzelca.

## Kariera
Dwukrotny uczestnik igrzysk olimpijskich (IO 1900, IO 1908). Na igrzyskach w Paryżu wystąpił w 5 konkurencjach. Indywidualnie najwyższą pozycję osiągnął w strzelaniu z karabinu dowolnego klęcząc z 300 m, w którym uplasował się na 6. miejscu. Drużynowo zajął 5. miejsce w karabinie dowolnym w trzech postawach z 300 m. W ostatniej z tych konkurencji zajął 7. miejsce na igrzyskach w 1908 roku.
Vuurman ma w dorobku 4 medale mistrzostw świata, w tym 3 srebrne i 1 brązowy. W karabinie dowolnym w trzech postawach z 300 m drużynowo	zdobył srebro (1901) i brąz (1912). Został jeszcze wicemistrzem świata w 1905 roku w karabinie dowolnym leżąc z 300 m (pokonał go Charles Paumier du Vergier) i w 1911 roku w karabinie wojskowym klęcząc z 300 m (przegrał wyłącznie z Casparem Widmerem).

## Wyniki

### Igrzyska olimpijskie
| Igrzyska    | Konkurencja                                     | Wynik                                         | Miejsce | Źródło |
| ----------- | ----------------------------------------------- | --------------------------------------------- | ------- | ------ |
| Paryż 1900  | Karabin dowolny, trzy postawy, 300 m            | 876 pkt. (312–303–261)                        | 14      | [ 5 ]  |
| Paryż 1900  | Karabin dowolny, trzy postawy, 300 m, drużynowo | 4221 pkt. (druż.) 876 pkt. ind. (312–303–261) | 5       | [ 2 ]  |
| Paryż 1900  | Karabin dowolny leżąc, 300 m                    | 312 pkt.                                      | 8       | [ 6 ]  |
| Paryż 1900  | Karabin dowolny klęcząc, 300 m                  | 303 pkt.                                      | 6       | [ 1 ]  |
| Paryż 1900  | Karabin dowolny stojąc, 300 m                   | 261 pkt.                                      | 22      | [ 7 ]  |
| Londyn 1908 | Karabin dowolny, trzy postawy, 300 m, drużynowo | 4130 pkt. (druż.) 653 pkt. ind. (277–231–145) | 7       | [ 3 ]  |

### Medale na mistrzostwach świata
Opracowano na podstawie materiałów źródłowych:
| Mistrzostwa           | Konkurencja                                     | Wynik                                         | Miejsce |
| --------------------- | ----------------------------------------------- | --------------------------------------------- | ------- |
| Lucerna 1901          | Karabin dowolny, trzy postawy, 300 m, drużynowo | 4398 pkt. (druż.) 880 pkt. ind. (294–317–269) |         |
| Bruksela 1905         | Karabin dowolny leżąc, 300 m                    | 343 pkt.                                      |         |
| Rzym 1911             | Karabin wojskowy klęcząc, 300 m                 | 239 pkt.                                      |         |
| Bajonna/Biarritz 1912 | Karabin dowolny, trzy postawy, 300 m, drużynowo | 5010 pkt. (druż.)                             |         |